# فيتالي خيملنيتسكي
فيتالي خيملنيتسكي (بالأوكرانية: Віталій Григорович Хмельницький)‏ (مواليد 12 يونيو 1943) هو لاعب كرة قدم. لعب مع منتخب الاتحاد السوفيتي لكرة القدم. سبق له أن لعب في كأس العالم لكرة القدم مع منتخب بلاده.

## روابط خارجية
- فيتالي خيملنيتسكي على موقع الاتحاد الدولي (مؤرشف)  (الإنجليزية)
- فيتالي خيملنيتسكي على موقع قاعدة بيانات كرة القدم.إي يو (الإنجليزية)
- فيتالي خيملنيتسكي على موقع ناشيونال فوتبول تيمز (الإنجليزية)
- فيتالي خيملنيتسكي على موقع Soccerway.com (الإنجليزية)
- فيتالي خيملنيتسكي على موقع عالم كرة القدم.نت (الإنجليزية)